# 圣皮埃尔德索尔姆
圣皮埃尔德索尔姆（法語：Saint-Pierre-des-Ormes，法語發音：[sɛ̃ pjɛʁ de.z‿ɔʁm]）是法国萨尔特省的一个市镇，属于马梅尔斯区。

## 地理
圣皮埃尔德索尔姆（48°18'23"N, 0°25'17"E）面积10.12 平方千米，位于法国卢瓦尔河地区大区萨尔特省，该省份为法国西北部内陆省份，北起顺时针与奥恩省、厄尔-卢瓦省、卢瓦-谢尔省、安德尔-卢瓦尔省、曼恩-卢瓦尔省和马耶讷省接壤，是法国大西部的入口，连接卢瓦尔河谷、布列塔尼和巴黎盆地。
与圣皮埃尔德索尔姆接壤的市镇（或旧市镇、城区）包括：奥里尼勒鲁、圣菲尔让德索尔姆、索努瓦地区蒙塞、圣科姆昂韦赖、圣雷米德蒙、圣樊尚德普雷。

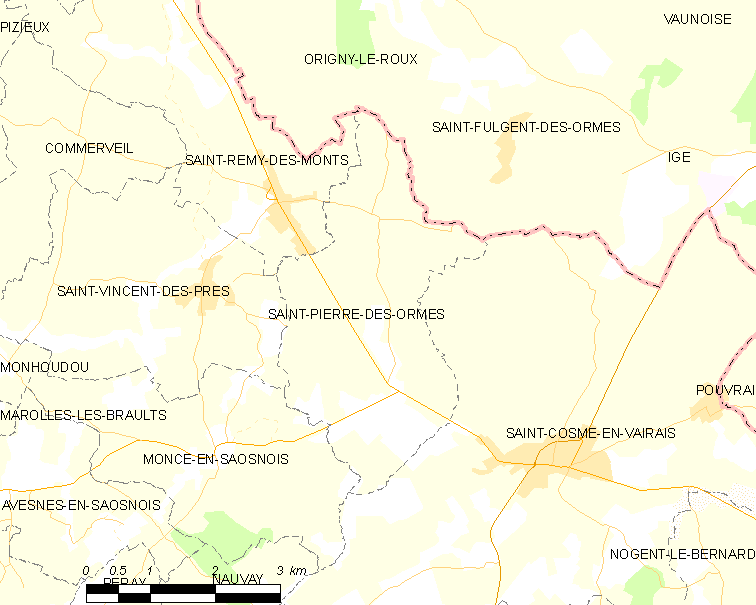
圣皮埃尔德索尔姆的OSM定位图

圣皮埃尔德索尔姆的时区为UTC+01:00、UTC+02:00（夏令时）。

## 行政
圣皮埃尔德索尔姆的邮政编码为72600，INSEE市镇编码为72313。

## 政治
圣皮埃尔德索尔姆所属的省级选区为马梅尔斯县。

## 人口

1962-2008年间圣皮埃尔德索尔姆人口变化图示

圣皮埃尔德索尔姆于2022年1月1日时的人口数量为212人。